# Xanthopimpla brachycentra
Xanthopimpla brachycentra (лат.) — вид перепончатокрылых наездников-ихневмонид рода Xanthopimpla из подсемейства Pimplinae (Pimplini, Ichneumonidae).

## Распространение
Юго-Восточная Азия. Вьетнам, Китай, Индия и Тайвань.

## Описание
Среднего размера перепончатокрылые насекомые. Основная окраска жёлтая с небольшими чёрными пятнами. Задние голени с двумя предвершинными щетинками; 1–5 тергиты с двумя чёрными пятнами; 3-5-й тергиты густо, грубо пунктированы; ножны яйцеклада в 0,3 раза больше задней голени. Предположительно, как и близкие виды паразитирует на гусеницах и куколках бабочек (Lepidoptera). В настоящее время известны два подвида: X. brachycentra brachycentra из Китая и Тайваня и X. brachycentra obscuricornis из Индии. Они отличаются друг от друга окраской усиков и формой чёрных отметин на мезоскутуме. Экземпляры из Вьетнама относятся к X. brachycentra brachycentra.
Вид был впервые описан 1914 году, а валидный статус таксона подтверждён в ходе ревизии, проведённой в 2011 году энтомологами из Вьетнама (Nhi Thi Pham; Institute of Ecology and Biological Resources, Ханой, Вьетнам), Великобритании (Gavin R. Broad; Department of Entomology, Natural History Museum, Лондон, Великобритания), Японии (Rikio Matsumoto; Osaka Museum of Natural History, Осака, Япония) и Германии (Wolfgang J. Wägele; Zoological Reasearch Museum Alexander Koenig, Бонн, Германия).